# Ashby St Ledgers
Pour les articles homonymes, voir Ashby.
Ashby St Ledgers est un village et une paroisse civile du Northamptonshire, en Angleterre, situé dans l'autorité unitaire du West Northamptonshire. Au moment du recensement de 2001, il comptait 166 habitants.

## Étymologie
Ashby est un toponyme courant dans le Nord de l'Angleterre et dans les Midlands. Il désigne une ferme ou un village ((bý en vieux norrois) où poussent des frênes (æsc en vieil anglais, askr en vieux norrois). Le village est ainsi attesté sous la forme Ascebi dans le Domesday Book, compilé en 1086. Le suffixe St Ledgers fait référence à l'église paroissiale, fondée à l'époque normande, qui est dédiée à Léger d'Autun. On trouve ainsi une mention de Esseby Sancti Leodegarii en latin vers 1230.

## Histoire
Le village abrite un manoir connu pour avoir appartenu à la famille Catesby, dont plusieurs membres se sont distingués : William Catesby, conseiller de Richard III exécuté après la bataille de Bosworth en 1485, et Robert Catesby, instigateur de la conspiration des Poudres en 1605.